# Effet Fåhræus–Lindqvist

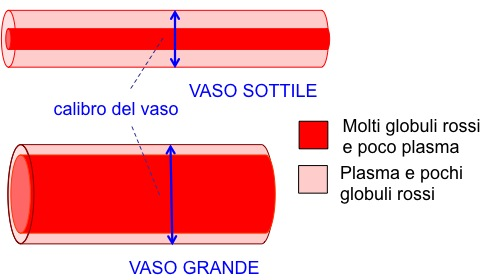
Dans les très petits vaisseaux (d ≤ 0,5 mm), la viscosité du sang diminue. Le sang forme une couche limite près de la paroi (de l'ordre de quelques micromètres) qui ne contient que du plasma et sera donc moins visqueuse. La couche limite agit comme un tampon hydrodynamique, qui tend à réduire la friction du sang au niveau de la paroi, où la majeure partie de l'énergie est normalement dissipée.

L'effet Fåhræus–Lindqvist est un effet selon lequel la viscosité d'un fluide (non newtonien), dans ce cas du sang, dépend du diamètre du tube qu'il traverse. La viscosité diminue quand le diamètre du tube diminue pour des diamètres compris entre 6 µm et 1 mm. Cependant en dessous de 6µm de diamètre la viscosité augmente de nouveau avec la diminution du diamètre du tube.
Cet effet est dû au fait que le manchon plasmatique occupe en pourcentage beaucoup plus de place que dans les gros vaisseaux, ainsi le taux de cisaillement est très élevé entraînant une diminution de la viscosité du sang.
Quand le vaisseau est inférieur à 3 micromètres de diamètre la quasi-totalité du vaisseau est occupée par les érythrocytes en forme de parachute, il en résulte une augmentation de la viscosité.

## Source
- (en) Cet article est partiellement ou en totalité issu de l’article de Wikipédia en anglais intitulé « Fåhræus–Lindqvist effect » (voir la liste des auteurs).